# Barosaure
El barosaure (Barosaurus, 'llangardaix pesant' en grec antic, en referència al pes dels ossos del seu coll) fou un dinosaure sauròpode herbívor de coll i cua llargs de dimensions enormes, relacionats amb la forma més coneguda Diplodocus. S'han trobat restes a la Formació de Morrison del període Juràssic superior d'Utah i Dakota del Sud. Està present a les zones estratigràfiques 2-5.
Aquest dinosaure esta relacionat amb altres espècies com l'apatosaure, el camarasaure, el braquiosaure i l'haplocantosaure, així com el teròpode al·losaure i el blindat estegosaure.

## Descripció
El barosaure era un animal enorme, amb alguns adults que mesuraven uns 25–27 m de llargada i un pes d'unes 12–20 tonesHi ha alguns indicis d'individus encara més grans, com l'enorme vèrtebra cervical de l'exemplar BYU 9024, que fa 1,37 m de llarg. Suposant que pertany a Barosaurue, aquest era un animal que feia 48 m de llarg i unes 66 tones de pes, el que el convertia en un dels dinosaures coneguts més grans, amb una longitud de coll d'almenys 15 m, segons Mike Taylor. El 2020, Molina-Perez i Larramendi van estimar que era una mica més petita amb 45 m. i 60 tones. El Barosaure tenia una proporció diferent que el seu parent proper Diplodocus, amb un coll més llarg i una cua més curta, però tenia aproximadament la mateixa longitud en general. Era més llarg que l'apatosaure, però el seu esquelet era menys robust.
La majoria de les característiques esquelètiques distintives del Barosaure es trobaven a les vèrtebres, encara que mai s'ha trobat una columna vertebral completa. Diplodocus i Apatosaure tenien 15 vèrtebres cervicals (coll) i 10 dorsals (tronc), mentre que Barosaurus tenia només 9 dorsals. Una dorsal pot haver-se convertit en una vèrtebra cervical, per a un total de 16 vèrtebres al coll. Els cervicals de Barosaurue eren similars als de Diplodocus, però alguns eren fins a un 50% més llargs. Les espines neuronals que sobresurten de la part superior de les vèrtebres no eren ni tan altes ni tan complexes en Barosaure com en Diplodocus. En contrast amb les vèrtebres del coll, Barosaurue tenia vèrtebres caudals (cua) més curtes que Diplodocus, donant lloc a una cua més curta. La cua probablement va acabar en una llarga esclatada, com l'Apatosaure, el Diplodocus i altres diplodòcids, alguns dels quals tenien fins a 80 vèrtebres de la cua.
Els ossos de les extremitats de Barosaure eren pràcticament indistingibles dels de Diplodocus. Tots dos eren quadrúpedes, amb extremitats columnars adaptades per suportar l'enorme gruix dels animals. El barosaure tenia extremitats anteriors proporcionalment més llargues que altres diplodòcids, tot i que encara eren més curts que la majoria dels altres grups de sauròpodes. Hi havia un sol os carpià al canell, i els metacarpians eren més prims que els de Diplodocus. Els peus de barosaure no s'han descobert mai, però com altres sauròpodes, hauria estat digitígrad, amb els quatre peus cadascun portant cinc dits petits. Una arpa gran adornava el dígit interior del manus (avantpeu), mentre que unes urpes més petites inclinaven els tres dígits interiors del pes (poeta posterior).